# SVG Neuss-Weißenberg
Die SVG Neuss-Weissenberg (offiziell: Sportvereinigung Neuss-Weissenberg 1910 e. V.) ist ein Sportverein aus Neuss. Die erste Fußballmannschaft spielte ein Jahr in der höchsten niederrheinischen Amateurliga.

## Geschichte
Der Verein wurde im Jahre 1910 als Turn- und Sportabteilung eines katholischen Jünglingsvereins gegründet. Diese fusionierte im Jahre 1923 mit den Sportfreunden 1912 zur heutigen SVG Weissenberg. Nach drei Aufstiegen in Folge erreichte die Mannschaft 1938 die seinerzeit zweitklassige Bezirksliga. Nach Kriegsende spielten die Neusser in der Saison 1946/47 in der seinerzeit erstklassigen Bezirksliga Linker Niederrhein, stiegen aber am Saisonende in die Kreisklasse ab. Erst 1955 gelang der Wiederaufstieg in die Bezirksklasse. Elf Jahre später stieg die Mannschaft in die Landesliga Niederrhein auf, nachdem sie sich Weissenberger in Entscheidungsspielen gegen den SC Kapellen-Erft und den TuS Wickrath durchgesetzt hatte.
Nach dem fünften Platz in der Saison 1969/70 mussten die Neusser ein Jahr später wieder runter in die Bezirksklasse. Es war der erste von drei Abstiegen in Folge, die den Verein in die 2. Kreisklasse – später Kreisliga B genannt – brachten. 1981 stiegen die Weissenberger in die Kreisliga A auf, ehe sechs Jahre später die Rückkehr in die Bezirksliga gelang. Anschließend pendelte der Verein zwischen Bezirksliga und Kreisliga A. In der Saison 2013/14 rutschten die Neusser in die Kreisliga B ab und spielen seit dem Wiederaufstieg 2014 in der Kreisliga A. 2023 gelang der Aufstieg in die Bezirksliga.
Der Verein verfügt über eine erfolgreiche Frauenmannschaft, die im Jahre 1999 in die Landesliga und fünf Jahre später in die Verbandsliga Niederrhein aufstiegen. In der Saison 2005/06 erreichten die Weissenbergerinnen den vierten Platz. Drei Jahre später folgte der Abstieg in die Landesliga, bevor die Mannschaft 2021 nach zwei Abstiegen in Folge in der Kreisliga ankam.

## Persönlichkeiten
- Hans-Josef Holtappels, langjähriger Vorsitzender & Ehrenvorsitzender
- Daniel Heber
- Shelley Thompson